# دنیس انگل
دنیس انگل (انگلیسی: Dennis Engel؛ زادهٔ ۲۰ اکتبر ۱۹۹۵) بازیکن فوتبال اهل آلمان است.